# Chaliyar
Chaliyar (també Beypore o Beypur o Beyporepuzha) és el quart riu més llarg de Kerala, amb 169 km. Chaliyar és el nom dominant a la part sud del riu. Neix a les muntanyes Elambalari al sud del pas de Neddivattam (al districte de Nilgiri a Tamil Nadu) i travessa el districte de Malappuran i forma el límit amb el districte de Kozhikode, desaiguant a la mar d'Aràbia al costat de Beypore (ciutat).
Afluents:
- Cherupuzha (Mavoor)
  - Engappuzha
  - Iruthullippuzha
  - Kadungampuzha
- Iruvanjippuzha
  - Pulingappuzha
  - Chalippuzha
  - Muthappanpuzha
- Cherupuzha (Areekode)
- Kuthirappuzham o Kodiatur
  - Kottappuzha
- Kuruvanpuzha
- Kanjirappuzha
- Karimpuzha o Karimpuya 
  - Cherupuzha (Karulai)
  - Punnappuzha o Pandiyar
    - Maruthappuzha o Kalakkanpuzha
      - Karakkodan puzha
- Pandippuzha
- Neerppuzha
- Kadalvandi (fomant l'illa de Chaliyam)